# Галеновые препараты
Гале́новые препара́ты (иначе — гале́новы препараты) — группа лекарственных средств, получаемых из растительного сырья путём вытяжки (экстракции). Чаще всего это настойки (спиртовые или водно-спиртовые вытяжки) или экстракты (сгущенные вытяжки). Из растительного сырья готовят также водные вытяжки — настои или отвары, в том числе настои из нескольких видов растительного сырья — сборы, или чаи. Так, например, в желчегонный чай входят в определённых пропорциях цветки бессмертника, листья вахты и мяты, плоды кориандра. В этих случаях химические компоненты нескольких растений действуют совместно, дополняя и усиливая лечебный эффект. Принимаются почти исключительно внутрь (перорально, от лат. per os, oris), что отличает их от новогаленовых препаратов.
Появление термина связано с именем Клавдия Галена.

## История
Галеновые препараты прошли долгий путь развития, что сильно влияло на их состав, получение и разнообразие. В Древнем Риме органопрепаратами служили мясо и продукты жизнедеятельности различных пресмыкающихся и животных. 1889 год признан официальной датой новой органотерапии и запуска производства органопрепаратов. К препаратам времен эпохи Клавдия Галена относили экстракты из сырья животного и растительного происхождения, полученные при помощи масел, вина и жиров (медицинские вина, медицинские масла); позже появились лекарственные уксус, лекарственные меди, а также более сложные препараты — оцетомеды. В эпоху развития фармации, связанную с именем Авиценны, появились ароматные воды, полученные перегонкой эфиромасличных растений, сиропы и юлепы (ароматические воды, содержащие сиропы). К более позднему периоду этой эпохи следует отнести эссенции (соки, выжатые из сочных растений), а также Рооба (сгущенные соки растений или водные вытяжки некоторых плодов) и лоохы (смесь нескольких упаренных водных вытяжек растительного сырья с медом).
После открытия спирта происходит смена некоторых технологических процессов, появление перегонки, фильтрование и др. Появляются ароматные спирты (растворы душистых веществ в спирте), ароматные эссенции (настойки пахучих растений на спирте). Внедрение Парацельсом спиртовых настоек и экстрактов исключили необходимость использовать вино как экстрагент.
К 20 веку сохранилось мало сведений о многих ушедших лекарственных средствах. Значительно сокращается номенклатура медицинских масел, постепенно исключаются из номенклатуры галеновые препараты уксуса и оцетомеды (резкий и неприятный вкус и отсутствие заметных лечебных преимуществ). Еще раньше исчезли неустойчивые юлепы, лоохы, Рооба.
Настойки и экстракты прочно заняли место в современном перечне галеновых препаратов, претерпев изменения ввиду дальнейшего развития технологических процессов производства. В 60-е годы XIX в. появляется новый тип галеновых лекарственных препаратов, который получил название новогаленовые, которые максимально или полностью освобожденны от балластных веществ. При использовании не одного экстрагента, а нескольких, последовательно один за другим (например, воды, спирта, хлороформа), получают экстракты нового состава, которые называют полиэкстрактами. В конце XIX в. начали изготавливать органопрепараты (жидкие и сухие экстракты желез внутренней секреции, содержащих гормоны). В процессе производства большинства органопрепаратов используют те же принципы, что при производстве галеновых препаратов. По тем же причинам к галеновым препаратам относят препараты ферментов, фитонцидов некоторых биогенных стимуляторов и витаминов, а также медицинские мыла, мыльные спирты, некоторые водные и спиртовые растворы индивидуальных химических веществ. В основе производства последних лежат другие процессы, например, омыления или растворения вещества в растворителе (настойка йода). Итак, в технологическом отношении галеновые препараты являются очень неоднородной группой. Поэтому неоднократно возникал вопрос об изменении их названия, например, сложные фармацевтические, галено-фармацевтические, физико-фармацевтические препараты и тому подобное. Однако и эти названия также носят условный характер. Не разработана и научно обоснована классификация галеновых препаратов.

## Классификация
Одной из особенностей галеновых средств является их разнообразие по составу и фармакологическому действию. Поэтому единой классификации для них нет. В большинстве случаев в специализированной литературе галеновые препараты подразделяют лишь на две большие группы — экстракты, растворы и смеси. К группе первых препаратов относятся, к примеру, настойки, составы, извлеченные из секреторных желез, гликозиды, витамины, алкалоиды.
Группа растворов и смесей включает в себя сиропы, препараты, получаемые путем растворения сухих экстрактов, ароматные воды, мыло и мыльно-крезоловые средства.
Также галеновые лекарства могут классифицироваться и по исходному сырью. В этом плане различают:
- органопрепараты (получают из животного сырья);
- фитопрепараты;
- сложные комплексные фармацевтические лекарства.

В группу фитопрепаратов, в свою очередь, входят:
- экстракты;
- настойки;
- концентраты-экстракты;
- масляные экстракты;
- новогаленовые средства;
- препараты из свежих растений (в основном экстракты и соки).

## Способы получения
Органопрепараты производят из биомолекул эмбрионов животных, их тканей и органов. Изготавливаться эти самые распространенные галеновые препараты могут по двум основным технологиям:
- путем статического экстрагирования;
- путем динамического экстрагирования.

В первом случае сырье периодически заливают экстрагентом. Далее его некоторое время отстаивают.
Извлечение, как процесс, отличается определенной сложностью, так как включает в себя растворение, десорбцию, диализ, диффузию и другие процессы. В отличие от растворения твердого тела в жидкости, процесс извлечения осложняется наличием клеточной оболочки, которая оказывается основным препятствием при проникновении внутрь клетки растворителя и при выходе экстрактивных веществ наружу.
Вообще факторов, влияющих на процесс экстракции, очень много:
— молекулярная масса и, следовательно, размер молекул извлекаемых веществ,
— заряд коллоидных частиц протоплазмы клетки;
— температура процесса экстрагирования;
— крупность измельченного материала;
— плотность укладки;
— род экстрагента, его вязкость и гидродинамические условия;
— продолжительность процесса по времени;
— наличие воздуха в сырье;
— наличие живой протоплазмы и многое другое.
Вот поэтому до сих пор нет строгой математической модели процесса экстракции организованного (клеточного) сырья.
Сложный процесс экстракции представляет собой сочетание целого ряда процессов (смачивание, набухание, растворение, химическое взаимодействие, адсорбция, десорбция, диффузия, диализ и др.).
В нем различают три основные стадии:
1. Пропитывание сухого растительного материала экстрагентом, т. н. капиллярная пропитка — проникновение экстрагента в сырье и смачивание веществ, находящихся в сырье.
2. Растворение компонентов растительной клетки — образование первичного сока.
3. Переход растворенных веществ в экстрагент — массообмен, перенос веществ через пористые клеточные стенки.
Динамический способ получения лекарства предполагает либо непрерывное движение экстрагента, либо его постоянную смену. Чаще всего для получения галеновых препаратов используют статический метод. Своими корнями эта простая технология уходит в глубину веков. И в Древнем Риме, и сегодня для изготовления экстрактов часто используется, к примеру, такая простая методика, как мацерация. Также препараты этой группы можно получать:
- путем турбоэкстракции;
- с помощью ультразвука;
- в фильтрующей центрифуге;
- посредством высоковольтных импульсов.

Также существует такой статический метод изготовления галеновых препаратов, как ремацерация. Из динамических технологий при их производстве чаще всего используется перколяция — непрерывная фильтрация экстрагента сквозь слой сырья.